# مشروع غاز بوجي
مشروع غاز بوجي هو عبارة عن تفجير نووي تحت الأرض قامت به لجنة الطاقة الذرية الأمريكية في 10 ديسمبر 1967 في ريف شمال نيو مكسيكو. كان جزءا من عملية مشروع بلوشير وهو برنامج مصمم للعثور على الإستخدامات السلمية للتفجيرات النووية.

## نبذة

موقع مشروع غاز بوجي

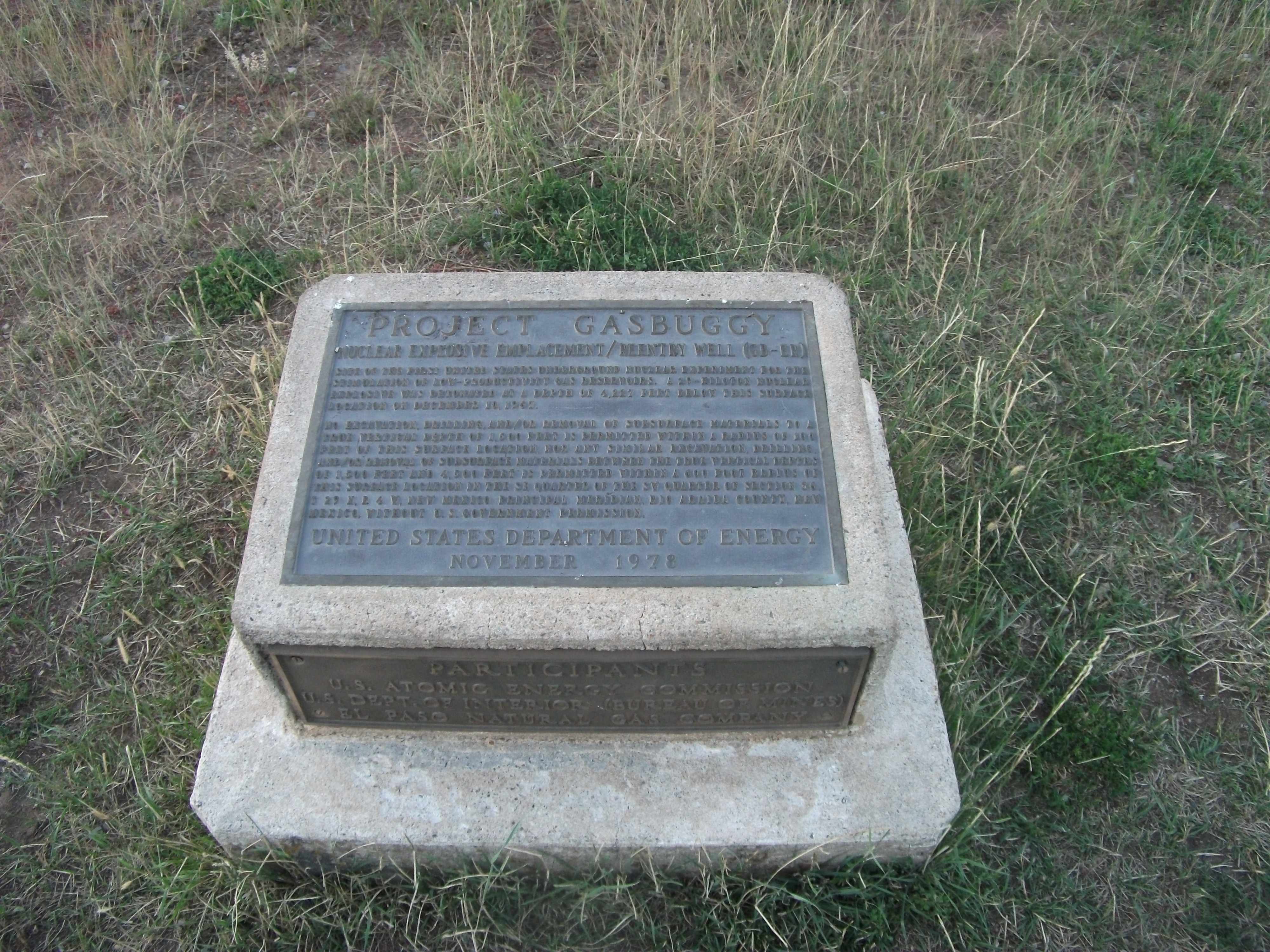
لوحة مشروع غاز بوجي

تم تنفيذ المشروع بواسطة مختبر لورنس ليفرمور للإشعاع وشركة إل باسو للغاز الطبيعي بتمويل من هيئة الطاقة الذرية.
كان الغرض منه هو تحديد ما إذا كانت الانفجارات النووية يمكن أن تكون مفيدة في تكسير التكوينات الصخرية لاستخراج الغاز الطبيعي.
يبعد الموقع الذي يقع في غابة كارسون الوطنية حوالي 21 ميل(34 كم) جنوب غرب دولسي شمال نيو مكسيكو و 54 ميل (87 كم) شرق فارمنغتون وتم اختياره بسبب ان رواسب الغاز الطبيعي كانت محتجزة في الحجر الرملي حيث تم وضع 29 كيلو طن من مادة تي ان تي على عمق 4,227 قدم (1,288 م) تحت الأرض ثم ردم البئر قبل التفجير وقد تجمع حشد كبير لمشاهدة التفجير.
حدث التفجير بعد تأجيلين كان آخرهما بسبب انهيار نظام التبريد المتفجر. أنتج التفجير مدخنة أنقاض يبلغ عرضها 80 قدم (24 متر) وارتفاعها 335 قدم (102 متر) فوق مركز الانفجار. الا ان هذة التقنية تم استبدالها باختبارات التكسير الهيدروليكي.

## انظر ايضاً
- مشروع جينوم النووي
- مشروع بلوشير